# Dom śmierci
Dom śmierci (ang. House of the Dead) – amerykańsko-kanadyjsko-niemiecki film fabularny z 2003 roku w reżyserii Uwe Bolla. Adaptacja popularnej gry komputerowej pod tym samym tytułem.
Powstał sequel filmu: Dom śmierci II: Śmiertelny cel (2006).

## Treść
Grupa licealistów przybywa na mroczną wyspę, położoną u wybrzeży Florydy, by wziąć udział w wielkiej imprezie. Na miejscu okazuje się, że wyspa opanowana jest przez krwiożercze zombie.

## Obsada
- Jürgen Prochnow – kpt. Victor Kirk
- Jonathan Cherry – Rudy
- Tyron Leitso – Simon
- Clint Howard – Salish
- Ona Grauer – Alicia
- Ellie Cornell – Jordan Casper
- Will Sanderson – Greg
- Enuka Okuma – Karma
- Adam Harrington – Rogan
- Kira Clavell – Liberty
- Sonya Salomaa – Cynthia
- Michael Eklund – Hugh